# Maria Laura Almirão
Maria Laura Almirão (née le 20 septembre 1977 à São Paulo) est une athlète brésilienne spécialiste du 400 mètres. En séries des championnats du monde 2005 à Helsinki, elle bat avec Geisa Coutinho, Josiane Tito et Lucimar Teodoro le record d'Amérique du Sud du relais 4 x 400 mètres, en 3 min 26 s 82, un record qui tiendra jusqu'au 7 août 2011.

## Biographie

### Palmarès
| Date | Compétition                    | Lieu           | Résultat | Épreuve   | Performance   |
| ---- | ------------------------------ | -------------- | -------- | --------- | ------------- |
| 2000 | Championnats ibéro-américains  | Rio de Janeiro | 3e       | 4 x 400 m | 3 min 36 s 07 |
| 2001 | Championnats d'Amérique du Sud | Manaus         | 2e       | 400 m     | 53 s 14       |
| 2001 | Championnats d'Amérique du Sud | Manaus         | 1re      | 4 x 400 m | 3 min 32 s 43 |
| 2002 | Championnats ibéro-américains  | Guatemala      | 1re      | 400 m     | 52 s 14       |
| 2002 | Championnats ibéro-américains  | Guatemala      | 1re      | 4 x 400 m | 3 min 33 s 13 |
| 2003 | Championnats d'Amérique du Sud | Barquisimeto   | 1re      | 4 x 400 m | 3 min 28 s 64 |
| 2004 | Championnats ibéro-américains  | Huelva         | 1re      | 400 m     | 52 s 13       |
| 2004 | Championnats ibéro-américains  | Huelva         | 1re      | 4 x 400 m | 3 min 28 s 60 |
| 2005 | Championnats d'Amérique du Sud | Cali           | 1re      | 400 m     | 52 s 32       |
| 2005 | Championnats d'Amérique du Sud | Cali           | 1re      | 4 x 400 m | 3 min 29 s 24 |
| 2005 | Championnats du monde          | Helsinki       | —        | 4 × 400 m | DSQ           |
| 2006 | Championnats ibéro-américains  | Ponce          | 2e       | 400 m     | 53 s 61       |
| 2007 | Championnats d'Amérique du Sud | São Paulo      | 1re      | 4 × 400 m | 3 min 33 s 34 |
| 2008 | Championnats ibéro-américains  | Iquique        | 3e       | 400 m     | 53 s 34       |
| 2008 | Championnats ibéro-américains  | Iquique        | 2e       | 4 × 400 m | 3 min 34 s 01 |

### Records
| Épreuve    | Performance | Lieu      | Date         |
| ---------- | ----------- | --------- | ------------ |
| 400 mètres | 51 s 30     | São Paulo | 17 juin 2005 |